# ویلتون مانورس (فلوریدا)
ویلتون مانورس (به انگلیسی: Wilton Manors) شهری در شهرستان برووارد ایالت فلوریدا است که در سال ۱۹۴۷ بنیان‌گذاری شده‌است. این شهر طبق سرشماری سال ۲۰۱۰ میلادی، ۱۱٬۶۳۲ نفر جمعیت داشته و مساحت آن نیز ۵٫۰ کیلومتر مربع است.